# Insulinpump

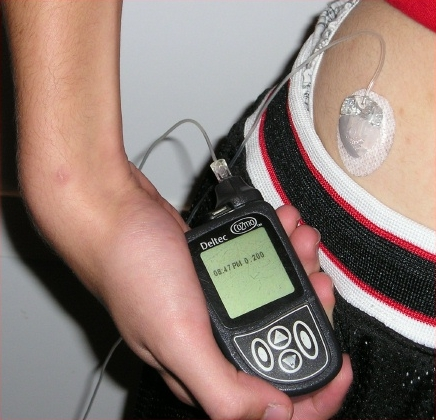
Insulinpump med slang och injektionsställe

Insulinpump är ett alternativ vid behandling av typ 1-diabetes. Insulinpumpen är stor som en mobiltelefon och bärs vanligen i byxfickan eller i ett bälte. Den kan också fästas med ett clips i behån eller i trosa eller linne med specialsydd ficka eller i en lårficka på benet.
Insulinpumpen doserar insulin kontinuerligt under dygnet (så kallad basaldos). Pumpen kan programmeras så att basaldosen varierar över dygnet, till exempel med en lägre nivå under natten. Vid måltider och övriga tillfällen då extra insulin är nödvändigt, knappas den önskade mängden insulin in på insulinpumpen (bolusdos). Tillförseln kan också minskas tillfälligt, exempelvis vid fysisk aktivitet eller vid en insulinkänning. Pumpen har ofta ett minne som registrerar vilka doser som givits under de senaste dagarna eller veckorna.
Insulinpumpen innehåller en reservoar, vilken fylls med insulin. Från reservoaren ansluts slang till injektionsstället. Injektionsstället består av en nål, alternativt en slang, som fästes med plåster. Injektionsstället byts ungefär var tredje dag.
En stor fördel med pumpbehandling är att man kan få en jämnare och mer kontrollerad tillförsel av basinsulin. Alternativet är långtidsverkande basinsulin som injiceras cirka en gång per dygn. Dessa långtidsverkande insuliner kan vara väldigt oförutsägbara i hur de frisätter insulinet i kroppen över dygnet.
SBU Statens beredning för medicinsk utvärdering har publicerat en systematisk litteraturöversikt som handlar om insulinpumpar 2013.